# Skyffel

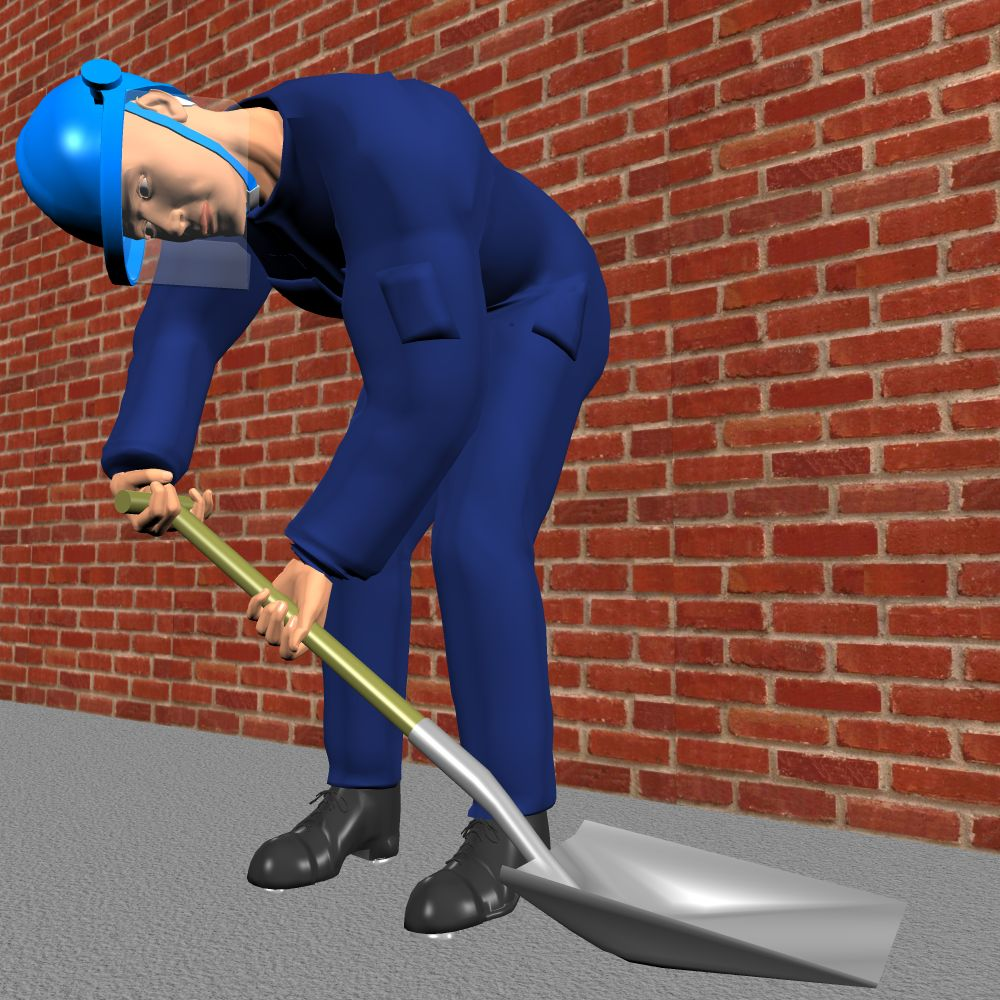
Skyffla material från marken

En skyffel eller skovel är ett redskap som används till att samla och lyfta upp samt flytta material som till exempel jord, kol, grus, snö, sand eller malm. Skyfflar används bland annat i stor utsträckning inom  jordbruk och trädgårdsskötsel.
De flesta skyfflar är handverktyg som består av ett brett blad som sitter fast i ett medellångt skaft som vid sin förening med bladet är böjt eftersom det skall föras nästan vågrätt. Skyffelbladen är vanligen tillverkade av stålplåt eller hårdplast och har oftast en vikt söm eller fåll baktill med ett uttag för skaftet. Denna vikning ger extra styvhet till bladet. Skaftet är oftast nitat på plats och gjort av trä, som ask eller lönn, eller av glasfiberarmerad plast. Bladet har inåtböjda sidokanter eller är skopformigt med rak bred framkant istället för en spetsig som hos en spade.
Namnet skyffel kan även användas för större grävmaskiner, som är avsedda för grävning och lyft av löst material.